# Оленинское (Сумская область)
Оленинское (укр. Оленинське) — село,
Чупаховский поселковый совет,
Ахтырский район,
Сумская область,
Украина.
Код КОАТУУ — 5920355505. Население по переписи 2001 года составляет 539 человек.

## Географическое положение
Село Оленинское находится на берегу реки Ташань,
выше по течению на расстоянии в 1,5 км расположен пгт Чупаховка,
ниже по течению на расстоянии в 2 км расположено село Овчаренки.
Рядом с селом проходит железнодорожная ветка.

## Экономика
- Молочно-товарная ферма.
- Сельскохозяйственное ЧП «Ташань».

## Объекты социальной сферы
- Клуб[какой?].